# Ascanio Parisi
Ascanio Parisi (falecido a 23 de abril de 1614) foi um prelado católico romano que serviu como bispo de Marsico Nuovo (1600–1614) e bispo titular de Hebron (1599–1600).

## Biografia
No dia 2 de agosto de 1599, Ascanio Parisi foi nomeado Bispo Co-adjutor de Marsico Nuovo e Bispo Titular de Hebron pelo Papa Clemente VIII. A 29 de agosto de 1599, foi consagrado bispo por Domenico Pinelli, cardeal-sacerdote de San Crisogono, com Leonard Abel, bispo titular de Sidon, e Scipione Spina, bispo de Lecce, servindo como co-consagradores. No dia 24 de abril de 1600, sucedeu ao Bispado de Marsico Nuovo, onde serviu até à sua morte a 23 de abril de 1614.